# Jean-Christophe Rufin
Jean-Christophe Rufin (Bourges, 28 de Junho de 1952) é um médico, escritor e diplomata francês. Ele foi eleito em 2008 para a Academia Francesa, tornando-se então o seu membro mais jovem.
Antigo presidente da Ação Contra a Fome, foi embaixador da França no Senegal e na Gâmbia.

## Infância e formação
Com a ausência do seu pai, que era veterinário, a sua mãe, que trabalhava em Paris como publicitária, não pôde educá-lo sozinha. Jean-Christophe foi então criado pelos seus avós. O seu avô, médico que havia tratado dos combatentes durante a Primeira Guerra Mundial, foi durante a Segunda Guerra Mundial deportado durante dois anos em Buchenwald por atos de resistência – ele havia escondido resistentes em 1940, na sua casa de Bourges.
Aos 18 anos Jean-Christophe Rufin reencontrou-se por acaso com o pai :"Eu havia escolhido, em Bourges, o primeiro  dispensário  que encontrei para fazer uma vacina. Uma moça  que trabalhava lá   perguntou qual era o meu nome e ficou lívida.Era minha meia-irmã, que me  levou até nosso pai. Nossas relações  nunca foram muito boas" .
Após haver estudado nos liceus parisienses (Lycée Janson-de-Sailly) e Claude-Bernard, ele entra na faculdade de medicina do Hospital da Salpêtrière e  no  Instituto de estudos políticos  de Paris. Em 1975, ele passou o concurso do internato em Paris. Trabalha então no  hospital Rothschild. Embora tenha escolhido  se especialisar em neurologia,  em  1976, ele partiu para a Tunísia a fim de fazer seu serviço militar, trabalhando numa maternidade.

## Carreira

### Carreira médica
Jean-Christophe Rufin  foi interno dos hospitais de Paris (1975 -1981), chefe de clínica e assistente dos mesmos  hospitais (1981-1983),  em seguida  agregado (1983-1985). Ele prosseguiu sua formação médica  no hospital de Nanterre (1994-1995), depois no  hospital  Saint-Antoine  de Paris (1995-1996). Em 1997, ele  dirige um  pavilhão de psiquiatria no  hospital Saint-Antoine.
Presidente  da Ação Contra a Fome (ACF) a  partir de 2002, ele deixa este cargo em junho de 2006 para se consagrar mais  à escritura. Mas ele continua presidente de honra desta  organização  não  governamental (ONG).

### Carreira na ação humanitária
Como médico, ele  é um dos pioneiros do movimento humanitário Médicos sem fronteiras, onde foi atraído pela personalidade  de Bernard Kouchner e onde  conheceu  Claude Malhuret. Pelo  MSF, ele dirigiu  inúmeras missões na   África e  na  América latina.Sua primeira  missão  humanitária  ocorreu  em 1976, na  Eritreia, então  devastada pela guerra. Ele entrou no país de maneira incógnita  ao lado das forças rebeldes  e  no  âmago dos batalhões humanitários. Foi aí que ele encontrou  Azeb, que se tornou sua segunda esposa.
Em 1985, Jean-Christophe Rufin tornou-se diretor médico da Ação Contra a Fome (ACF) na Etiópia.
Entre 1991 e 1993, foi vice-presidente de Médicos sem fronteiras, mas o conselho  administrativo da associação pediu-lhe para deixá-la em 1993, no momento  em que ele entrou no gabinete de  François Léotard, então ministro da defesa.
Entre 1994 e 1996 foi administrador da Cruz Vermelha Francesa.
Em 1999, encontra-se no  Kosovo como administrador da associação Primeira Urgência, e dirige na Escola de guerra um seminário intitulado «ONU e a manutenção da paz».

### Carreira nos ministérios e na diplomacia
Diplomado pelo Instituto de Estudos Políticos de Paris em 1980, foi de 1986 a 1988 conselheiro do Secretário de Estado dos Direitos do Homem, Claude Malhuret.
Em 1989-1990, expatria-se no Brasil como adido cultural e da cooperação  na embaixada da França.
Em 1993 entra no gabinete de François Léotard, Ministro da Defesa, como conselheiro especializado  nas estratégias das relações Norte-Sul, cargo que ocupará dois anos.
Diretor de pesquisa no Instituto de Relações Internacionais e Estratégicas  entre 1996 e 1999, dirige a missão humanitária francesa  na Bósnia e Herzegovina. Conseguiu libertar onze reféns franceses da associação Primeira Urgência detidos pelos sérvios da Bósnia, entrando em contacto com os carcereiros e se prestando até a beber com eles. Esta missão causou-lhe uma inimizade com Dominique de Villepin, então no gabinete de Alain Juppé, ministro das Relações estrangeiras.
Em 1995, após o nascimento de Valentine, deixa o ministério  da Defesa e se torna adido  cultural no Nordeste do Brasil.
No « relatório Rufin » (Chantier sur la lutte contre le racisme et l'antisémitisme), publicado em 19 de outubro de 2004, chama a atenção  para o  antissemitismo, que não deve , segundo ele , ser dissolvido no racismo ou na xenofobia em geral.

### Carreira literária
Ensaios
- Le Piège humanitaire – Quand l'humanitaire remplace la guerre( A Armadilha humanitária- quando o humanitário substitue a guerra’’)  éd. Jean-Claude Lattès, 1986.
- L'Empire et les nouveaux barbares (O Império e os novos bárbaros) , éd.Jean-Claude Lattès, 1991  ; nova edição revista e aumentada,éd.  Jean-Claude Lattès, 2001. (Um ensaio  sobre  política   internacional comparando o Ocidente  com o Império Romano  ameaçado  pelos bárbaros : Citação: Hoje, é o  Leste que pede ajuda para o seu desenvolvimento. Quanto ao  Sul, ele  se  arma agora contra o Norte).
- La Dictature libérale (A Ditadura liberal) , éd. Jean-Claude Lattès, 1994, prêmio  Jean-Jacques-Rousseau 1994.
- L'Aventure humanitaire (A Aventura humanitári), col. «Découvertes Gallimard» (nº 226) , éd. Gallimard, 1994.
- Géopolitique de la faim – Faim et responsabilité (Geopolítica da fome- Fome e responsabilidade),  éd. PUF, 2004.
- Un léopard sur le garrot (Um leopardo no garrote) , éd. Gallimard, 2008 (autobiografia) ; em « Folio » n°4905 ISBN 2-07-035991-3.
- Immortelle randonnée (Imortal caminhada), éd. Guerin, 2013, ISBN 2-35-221061-5.

Romances
- L'Abyssin (A Abissínia), éd. Gallimard, 1997,  ISBN 2-07-074652-6, prêmio Goncourt do primeiro romance e prêmio  Méditerranée,300 000 exemplares vendidos e  19 traduções.
- Sauver Ispahan (Salvar Ispahan) , éd.Gallimard, 1998.
- Les Causes perdues (As causas perdidas), éd. Gallimard 1999, prêmio  Interallié 1999, Prêmio literário  do exército - Erwan-Bergot 1999; reditado com o título  Asmara et les causes perdues (Asmara e as causas perdidas)  em « Folio ».
- Rouge Brésil (Vermelho Brasil), éd. Gallimard, 2001, ISBN 2-07-030167-2 , prêmio Goncourt 2001 ; em « Folio » n° 3906.
- Globalia, éd. Gallimard, 2004 ; em « Folio » ISBN 2-07-030918-5.
- La Salamandre’’( A Salamandra) , éd. Gallimard, 2005 ; em «Folio» ISBN 2-07-032876-7.
- Le Parfum d'Adam’’ (O Perfume de Adão) , éd. Flammarion, 2007.
- Katiba , éd. Flammarion, 2010 ISBN 2-08-120817-2.
- Le Grand Cœur (O Grande coração), éd. Gallimard, 2012 ISBN 978-2-07-011942-4.

Novelas
- Sept histoires qui reviennent de loin  (Sete histórias que voltam de longe), éd. Gallimard, 2011,  ISBN|978-2-07-013412-0.

Em colaboração
- Économie des guerres civiles ‘Economia das guerras civís), com François Jean, éd. Hachette, 1996.
- Mondes  rebelles" (Mundos rebeldes) , com  Arnaud de La Grange  e Jean-Marc Balancie, éd. Michalon, 1996.

Prémios literários
- Prix Goncourt do  primeiro romance ,  1997, pelo seu romance L'Abyssin.
- Prix Méditerranée,  1997, pelo seu romance L'Abyssin.
- Prix Interallier  1999, pelo  seu  romance  Les Causes perdues.
- Prix Erwan-Bergot 1999, pelo  seu  romance  Les Causes perdues.
- Prix Goncourt 2001 e Grand prix de l'Académie de marine, pelo  seu  romance Rouge Brésil.

## Condecorações e distinções
- Cavaleiro da Legião de honra
- Cavaleiro da Ordem das Artes e das Letras
- Membro do júri do Prêmio Joseph Kessel
- Doutor honoris causa da Universidade Laval, Quebec, (Canadá)
- Doutor honoris causa da Universidade Católica de Lovaina, Lovaina, (Bélgica), desde 1968.

## Vida  privada
Jean-Christophe Rufin é pai de tres filhos , entre os quais  Maurice,  filho mais velho de uma primeira  união.Em seguida, ele encontrou Azeb, nascida em Eritreia, com quem se casou em 25 de agosto de 2007 em Saint-Gervais-les-Bains. Desta união nasceram duas filhas: Gabrielle (em 1992) e Valentine (em 1995) .
Até sua nomeação como embaixador da França no Senegal, residia uma grande parte do ano  em Saint-Nicolas-de-Véroce, no maciço do Monte Branco.